# 범어사 원효대사 진영
부산 범어사 원효대사 진영(釜山 梵魚寺 元曉大師 眞影)은 부산광역시 금정구 범어사에 있는 조선시대의 원효대사 진영이다. 2018년 1월 31일 부산광역시의 유형문화재 제184호로 지정되었다.

## 개요
범어사 성보박물관 소장 범어사 원효대사 진영은 신라시대의 고승인 원효대사의 진영이다. 제작 연대는 1863년이며, 비단에 채색(絹本彩色)한 세로 125.2cm, 가로 93.5cm 크기이다. 향좌측 상단에는 적색 바탕에 묵서로 '해동초조화엄강사원효대화상진영(海東初祖 華嚴講師元曉大和尙之眞影)'이라는 화제가 쓰여 있다. 작품의 보존 상태는 본지 가장자 리에 부분적으로 결손이 보이긴 하지만 전반적으로 양호한 상태를 잘 유지하고 있다.
원효대사는 전신교의 좌상으로 신체를 틀어 향좌측을 향하고 있으나, 얼굴은 정면을 향한 좌안 9 분면이다. 인물 표현은 육신부를 살색을 바르고 육신선을 따라 갈색빛도는 단색을 바림하여 음영을 표현하였다. 얼굴과 목주름에는 선염한 단색이 두드러진다. 눈의 상검선은 농묵으로 하검선은 담묵으로 그었고 눈 양쪽 가장자리에 담묵으로 바림하여 음영을 표현하였다. 입술은 주색으로 처리하였다. 머리와 코 및 턱수염은 단선을 겹쳐 그었다.
신라시대에 활동한 고승 원효대사의 진영은 19세기에 원본을 참조해 다시 옮겨 그린 이모본(移模本) 으로, 번잡하리만치 표현된 승복 끝단의 곡선의 물결 등은 장식적이고 기교적인 면이 강하게 느껴진다. 군청색 장삼에 표현된 색의 농담에 의한 강한 음영, 육신 선에 따라 단색의 바림법 등 조선후기 19세기 고승 진영의 특징이 강하게 반영되어 있는 작품으로 학술적 가치가 충분하여 부산시 유형문화재로 지정 보존함이 마땅하다.

## 참고 자료
- 부산 범어사 원효대사 진영 - 국가유산청 국가유산포털